# 조안 (배우)
조안(趙安, 본명: 조경진, 1982년 11월 14일~ )은 대한민국의 배우이다.

## 생애
전북특별자치도 진안에서 태어났으며, 청주여자중학교, 청주외국어고등학교 프랑스어과, 중앙대학교 공연영상창작학부(연극전공)를 졸업하였다.
조안은 중학생 시절 반 아이들에게 선물을 받고 만화를 그려 주며 만화가의 꿈을 키워왔다. 그러다 고3 시절이던 2000년, 그녀는 방송국에 놀러갔다가 우연히 방송 작가의 눈에 띄어 KBS 2TV 드라마시티 《첫사랑》에 출연하게 되면서 배우가 되었다. 이후 아래와 같은 다수의 영화, 드라마를 통해 활발히 활동하고 있다.
순수하고 솔직하게 자신을 나타내는, 그래서 때로는 4차원이라는 말을 들을 정도로 엉뚱하게 보이기도 하는, 내면의 매력을 풍부한 감성으로 표현하는 배우이다. 또한 작품에 출연할 때마다 새로운 모습을 보여 주는, 늘 진화하는 배우로도 많이 알려져있다. 그 예로 《킹콩을 들다》에서 보여준 놀라운 연기변신으로 제17회 이천 춘사대상영화제 신인 여우상, 제46회 백상예술대상 영화부문 여자 신인연기상을 수상하기도 하였다.
부정맥, 지방간 등으로 고생한 적이 있다.
자신의 평소 글과 그림 솜씨를 이용해 첫 번째 책 《단 한 마디》를 내놨고 앞으로도 꾸준한 연기와 더불어 어른들도 읽을 수 있는 동화책을 직접 글을 쓰고 그림을 그려 펴내는 것을 계속 하고 싶다는 소망을 가지고 있다. 스타가 되기보다 할머니가 되어서도 연기를 하겠다는, 조급한 마음 없이 연기에 정진하는 천생 배우이다.

## 학력
- 청주여자중학교  졸업
- 청주외국어고등학교 프랑스어과  졸업
- 중앙대학교 공연영상창작학부(연극전공) 졸업

## 연기 활동

### 드라마
| 연도 | 방송사                            | 제목                               | 역할   | 비고 |
| ---- | --------------------------------- | ---------------------------------- | ------ | ---- |
| 1999 | MBC                               | 안녕 내 사랑                       |        |      |
| 2000 | KBS2                              | KBS 드라마시티 - 첫사랑            |        |      |
| 2000 | MBC                               | 뉴 논스톱                          |        |      |
| 2001 | KBS2                              | KBS 드라마시티 - 여자교도소 이야기 |        |      |
| 2001 | KBS2                              | KBS 드라마시티 - 달리기            |        |      |
| 2002 | KBS2                              | 학교 4                             | 민소윤 |      |
| 2002 | KBS2                              | KBS 드라마시티 - 아버님 전상서     |        |      |
| 2002 | SBS                               | 화투                               |        |      |
| 2002 | MBC                               | 황금마차                           |        |      |
| 2002 | MBC 드라마넷                      | 안녕! 내 청춘                      |        |      |
| 2003 | KBS2                              | 결혼 이야기                        |        |      |
| 2003 | KBS2                              | 보디가드                           |        |      |
| 2003 | SBS                               | 첫사랑                             | 오희수 |      |
| 2004 | MBC                               | MBC 베스트극장 - 모두에게 해피엔딩 | 김은채 |      |
| 2004 | SBS                               | 토지                               | 귀녀   |      |
| 2005 | SBS                               | 토지                               | 귀녀   |      |
| KBS2 | 내 손을 잡아요                    | 정은미                             |        |      |
| KBS2 | KBS 드라마시티 - 여름, 이별이야기 | 윤주                               |        |      |
| MBC  | MBC 베스트극장 - 그녀가 보고 있다 | 지영                               |        |      |
| MBC  | 추리다큐 별순검                   | 서은                               |        |      |
| 2006 | KBS1                              | 서울 1945                          | 김연경 |      |
| 2009 | KBS1                              | 다함께 차차차                      | 강나윤 |      |
| 2010 | tvN                               | 조선X파일 기찰비록                 | 부옥   |      |
| 2010 | SBS                               | 세 자매                            | 김은주 |      |
| 2011 | KBS1                              | 광개토태왕                         | 담주   |      |
| 2011 | OCN                               | 특수사건 전담반 TEN                | 남예리 |      |
| 2012 | OCN                               | 특수사건 전담반 TEN                | 남예리 |      |
| KBS2 | KBS 드라마 스페셜 - 오월의 멜로   | 한오월                             |        |      |
| 2013 | OCN                               | 특수사건 전담반 TEN 2              | 남예리 |      |
| 2013 | MBC                               | 빛나는 로맨스                      | 장채리 |      |
| 2014 | MBC                               | 빛나는 로맨스                      | 장채리 |      |
| 2015 | MBC                               | 최고의 연인                        | 한아정 |      |
| 2016 | MBC                               | 최고의 연인                        | 한아정 |      |
| 2019 | MBC                               | 용왕님 보우하사                    | 여지나 |      |

### 영화
| 연도 | 제목                             | 역할              | 비고     |
| ---- | -------------------------------- | ----------------- | -------- |
| 2001 | 소름                             | 은수              |          |
| 2003 | 여고괴담 세번째이야기 - 여우계단 | 엄혜주            |          |
| 2004 | 돌려차기                         | 수빈              |          |
| 2006 | 홀리데이                         | 고효주            |          |
| 2007 | 언니가 간다                      | 나정주 - 18세     |          |
| 2007 | 므이                             | 윤희              |          |
| 2008 | 어린왕자                         | 김선옥            |          |
| 2008 | 나도 모르게                      | 옥경              |          |
| 2008 | 서양 골동 양과자점 앤티크        | 진혁의 여자친구 1 | 우정출연 |
| 2009 | 킹콩을 들다                      | 박영자            |          |
| 2009 | 헬로우 마이 러브                 | 김호정            |          |
| 2010 | 나쁜놈이 더 잘잔다               | 이해경            |          |
| 2010 | 바다 위의 피아노                 | 은지              |          |
| 2013 | 마이 리틀 히어로                 | 성희              |          |
| 2013 | 공범                             | 보라              |          |
| 2014 | 소리굽쇠                         | 향옥              |          |
| 2015 | 늙은 자전거                      | 미자              |          |

### 뮤직비디오
| 연도 | 가수명     | 곡명             |
| ---- | ---------- | ---------------- |
| 2009 | 장혜진     | 한번만 울고 말자 |
| 2010 | 왁스       | 술이 웬수야      |
| 2017 | 디케이소울 | 꿀껌             |

## 그 외 활동

### 다큐멘터리
- 2012년 MBC every1 《러브 포 에브리원 더 플랜》 - 4회

### 예능
- SBS 《유쾌한 두뇌검색》 - 3회
- SBS 《김용만 신동엽의 즐겨찾기》 - 50회
- SBS 《야심만만》 - 101, 102, 144, 145회, 시즌2 등
- SBS 《신동엽의 300》
- KBS 《대한민국 1교시》 - 34, 35, 36회
- KBS 《스타 골든벨》 - 141회, 167, 211회
- KBS 《미녀들의 수다》
- KBS 《해피 선데이》 - 213회 불후의 명곡 - 73회
- KBS 《해피 투게더》- 134회
- MBC 《환상의 짝꿍》 - 34회
- MBC 《스타의 친구를 소개합니다》 - 16, 19회
- SBS 《정글의 법칙 W》 - 시즌3(파푸아뉴기니)
- SBS FunE 《스타 뷰티 쇼 3》 - 14회
- MBC 《나 혼자 산다》
- MBC 《여행남녀》 - 캐나다편
- TV조선  《아내의 맛》

### 라디오
- 2013년 EBS FM 《어른을 위한 동화》 - DJ
- 2016년 EBS FM 《시 콘서트》 - DJ

### 광고
- 라미화장품 GEO 셈프레
- KT "사랑해 사랑해", "Let's KT"
- 현대카드 M
- 켈리워터 KW-9
- LG전자 엑스노트
- 2014년 베네통코리아

### 앨범
- 2004년 《돌려차기 OST》 - 니들이 이겨준다면 나 너 다시 볼꺼야
- 2009년 《헬로우 마이 러브 OST》 - 라 메르(La Mer) (엔딩 타이틀)

### 도서
- 2010년 《단 한 마디》(세종미디어)[11]

### 홍보대사
- 2009년 제10회 전주국제영화제 홍보대사
- 2009년 제3회 공주신상옥청년영화제 홍보대사
- 2011년 충북지방경찰청 명예경찰관

## 수상 및 후보
| 연도 | 시상식                     | 부문                             | 작품            | 결과 |
| ---- | -------------------------- | -------------------------------- | --------------- | ---- |
| 2004 | SBS 연기대상               | 뉴스타상                         | 토지            | 수상 |
| 2009 | 제17회 이천 춘사대상영화제 | 신인여우상                       | 킹콩을 들다     | 수상 |
| 2009 | KBS 연기대상               | 일일극부문 여자 우수연기상       | 다함께 차차차   | 수상 |
| 2010 | 제46회 백상예술대상        | 영화부문 여자 신인연기상         | 킹콩을 들다     | 수상 |
| 2010 | SBS 연기대상               | 연속극부문 여자 조연상           | 세 자매         | 후보 |
| 2014 | MBC 연기대상               | 연속극부문 여자 우수연기상       | 빛나는 로맨스   | 후보 |
| 2019 | MBC 연기대상               | 일일/주말 드라마 여자 우수연기상 | 용왕님 보우하사 | 후보 |

## 같이 보기
- 단 한 마디